# Lista de lemas dos monarcas da Suécia
Esta é uma lista de lemas dos monarcas da Suécia (em sueco Valspråk). Enquanto que alguns países possuem um lema fixo, a Suécia não o tem, estando antes associado aos diferentes monarcas.
A tradição do lema real foi iniciada pelo rei Gustavo I Vasa. Esta tradição difere de outras monarquias por o lema mudar com cada monarca, ao invés de cada dinastia. 
O lema real é usado em determinadas situações oficiais, como na impressão da moeda.
Até ao reinado de Gustavo III, o lema era em latim, passando depois a ser em sueco. A tabela mostra a tradução de latim para sueco e português no primeiro caso e de sueco para português no segundo.
| Monarca            | Lema em latim/sueco | Tradução                                                            |
| ------------------ | --- | ------------------------------------------------------------------- |
| Gustavo I Vasa     | Omnis potestas a Deo est (All makt är av Gud)                                                                                                | Todo o poder pertence a Deus                                        |
| Érico XIV          | Deus dat cui vult (Gud ger åt vem Han vill)                                                                                                  | Deus dá a quem Ele quer                                             |
| João III           | Deus protector noster (Gud vår beskyddare)                                                                                                   | Deus nosso protector                                                |
| Sigismundo         | Cor regis in manu domini (Konungens hjärta är i Herrens hand)                                                                                | O coração do rei está nas mãos de Deus                              |
| Carlos IX          | Jehova solatium meum (Herren är min tröst)                                                                                                   | O Senhor é a minha consolação                                       |
| Gustavo II Adolfo  | Gloria Altissimo suorum refugio (Ära vare den Högste, de sinas tillflykt)                                                                    | Glória ao Altíssimo, o refúgio dos seus                             |
| Cristina           | Columna regni sapientia (Vishet är regeringens grundpelare)                                                                                  | A sabedoria é o pilar da governação                                 |
| Carlos X Gustavo   | In Jehova sors mea, ipse faciet (I Gud mitt öde, Han själv skall göra det)                                                                   | Em Deus o meu destino, ele o decidirá                               |
| Carlos XI          | In Jehova sors mea, ipse faciet-Factus est Dominus protector meus (I Gud mitt öde, Han själv skall göra det-Herren är vorden min beskyddare) | Em Deus o meu destino, ele o decidirá-ele tornou-se o meu protector |
| Carlos XII         | Dominus protector meus (Herren min beskyddare) (e também Med Guds hjälp)                                                                     | Deus meu protector (e também) Com a ajuda de Deus                   |
| Ulrica Eleonora    | In Deo spes mea (I Gud mitt hopp) | Em Deus a minha esperança                                           |
| Frederico I        | In Deo spes mea | Em Deus a minha esperança                                           |
| Adolfo Frederico   | Salus publica salus mea (Statens välfärd min välfärd)                                                                                        | O bem-estar do estado é o meu bem-estar                             |
| Gustavo III        | Fäderneslandet | O país dos patriarcas                                               |
| Gustavo IV Adolfo  | Gud och folket | Deus e o povo                                                       |
| Carlos XIII        | Folkets väl min högsta lag | O bem-estar do meu povo é a minha suprema lei                       |
| Carlos XIV         | Folkets kärlek min belöning | O amor do povo é a minha recompensa                                 |
| Óscar I            | Rätt och sanning | Direito e verdade                                                   |
| Carlos XV          | Land skall med lag byggas | O país será construído com a lei                                    |
| Óscar II           | Brödrafolkens väl/Sveriges väl* | O bem-estar dos povos irmãos/O bem-estar da Suécia                  |
| Gustavo V          | Med folket för fosterlandet | Com o povo pela pátria                                              |
| Gustavo VI Adolfo  | Plikten framför allt | O dever antes de tudo                                               |
| Carlos XVI Gustavo | För Sverige i tiden | Pela Suécia – com os tempos                                         |

*Antes/depois da dissolução da União com a Noruega em 1905. Os "povos irmãos" (brödrafolkens) referem-se portanto aos Suecos e Noruegueses.